# Contea di Carroll (New Hampshire)
La contea di Carroll, in inglese Carroll County, è una contea dello Stato del New Hampshire, negli Stati Uniti. La popolazione al censimento del 2000 era di 43 666 abitanti, 47 860 secondo una stima del 2009. Il capoluogo di contea è Ossipee.

## Geografia fisica
La contea si trova nella parte orientale del New Hampshire. L'U.S. Census Bureau certifica che l'estensione della contea è di 2569 km², di cui 150 km² coperti da acque interne. La parte settentrionale è montagnosa e vi si trovano diverse aree sciistiche. Nella contea si trovano diverse forste e pinete.

### Contee confinanti
- Contea di Coos - nord
- Contea di Oxford (Maine) - nord-est
- Contea di York (Maine) - sud-est
- Contea di Strafford - sud
- Contea di Belknap - sud-ovest
- Contea di Grafton - ovest

## Storia
La contea è stata creata nel 1840 e deve il suo nome a Charles Carroll, firmatario della dichiarazione di indipendenza degli Stati Uniti.

## Comuni
- Albany - town
- Bartlett - town
- Brookfield - town
- Chatham - town
- Conway - town
- Eaton - town
- Effingham - town
- Freedom - town
- Hart's Location - town
- Jackson - town
- Madison - town
- Moultonborough - town
- Ossipee (capoluogo) - town
- Sandwich - town
- Tamworth - town
- Tuftonboro - town
- Wakefield - town
- Wolfeboro - town

### Census-designated place
- Conway, nel territorio di Conway
- North Conway, nel territorio di Conway

### Territori extracomunali
- Hale's Location